# Acianthera pacayana
Acianthera pacayana là một loài thực vật có hoa trong họ Lan. Loài này được (Schltr.) Solano & Soto Arenas mô tả khoa học đầu tiên năm 2002.